# Recherche approfondie (intelligence artificielle)
La recherche approfondie (en anglais : Deep Research) est un mode de fonctionnement des agents conversationnels d'intelligence artificielle qui leur permet d'effectuer des recherches en ligne poussées et de produire des réponses longues, détaillées, et étayées par des sources vérifiables.
Ce mode a été introduit initialement par OpenAI sur son agent conversationnel ChatGPT début 2025 puis, par la suite, des outils concurrents ont lancé des fonctionnalités analogues : la jeune pousse Perplexity AI propose également un mode « Deep Research » produisant des rapports de recherche détaillés, et Google a intégré une fonction similaire pour les utilisateurs de son modèle Gemini avancé.

## Définition et fonctionnement
La recherche approfondie se présente comme un agent de navigation web intégré au modèle de langage. Elle est conçue pour accomplir en quelques minutes des tâches de recherche qui exigeraient plusieurs heures de travail humain. Concrètement, l'agent procède de manière multi-étapes : il effectue de multiples requêtes sur le web, consulte divers articles, documents ou données disponibles en ligne, puis analyse et synthétise ces informations pour en tirer un rapport structuré et argumenté. Chaque réponse générée inclut des citations précises vers les sources d'origine, permettant de vérifier les faits avancés. L'agent expose également un résumé de son raisonnement (par exemple sous la forme d'une liste des étapes suivies), afin de rendre transparente sa démarche de recherche.
Ce mode s'appuie sur des modèles de langage de nouvelle génération (chez OpenAI, la version « o3 » du modèle GPT), spécialement entraînés pour le raisonnement pas à pas et l'utilisation d'outils externes comme les moteurs de recherche. L'agent est capable d'affiner sa requête en demandant à l'utilisateur des précisions supplémentaires si nécessaire, afin de cibler au mieux l'information recherchée. Une session de recherche approfondie dure généralement de 5 à 30 minutes, le temps que l'IA parcoure des centaines de pages et compile un texte final pouvant compter plusieurs milliers de mots. Le rapport généré peut inclure non seulement du texte, mais aussi des images, tableaux ou graphiques pour appuyer les conclusions (cette dernière fonctionnalité étant progressivement ajoutée par OpenAI après le lancement initial).
En pratique, l'option « Recherche approfondie » est proposée dans l'interface utilisateur de certains chatbots d'IA (par exemple, un bouton dédié dans ChatGPT Plus). Lorsque l'utilisateur sélectionne ce mode et soumet sa question, l'agent commence par éventuellement générer un formulaire ou poser des questions pour préciser la demande. L'IA engage ensuite ses recherches autonomes en arrière-plan : l'interface peut afficher une barre de progression ou un panneau récapitulant les sites visités et les étapes en cours. Une fois le processus terminé, le chatbot présente sa réponse sous forme d'un rapport argumenté, généralement beaucoup plus long et détaillé qu'une réponse standard.

## Domaines d'utilisation
La fonctionnalité de recherche approfondie s'avère particulièrement performante pour les questions complexes ou les analyses nécessitant de croiser de nombreuses sources. Selon OpenAI, cet agent a été pensé pour assister des travaux de recherche dans des domaines variés, par exemple la finance, les sciences (et médecine), la politique, l'ingénierie, ou même pour des besoins comme les comparatifs de produits lors d'achats exigeants. L'agent excelle à trouver des informations pointues ou non intuitives qui requerraient normalement de consulter manuellement de multiples sources en ligne.
Par exemple, pour un rapport d'analyse concurrentielle en entreprise ou une synthèse bibliographique scientifique, le mode Deep Research peut agréger les données clés, les références externes et fournir un compte-rendu structuré prêt à l'emploi. De même, pour un consommateur averti cherchant le meilleur choix parmi des produits techniques (voiture, matériel électronique, etc.), l'agent est capable de comparer les caractéristiques issues de nombreux sites et avis, puis de formuler des recommandations argumentées. Chaque fait avancé étant accompagné de sa source, cela facilite la vérification et la poursuite éventuelle des recherches par l'utilisateur.
Un autre atout de la recherche approfondie est l'accès aux informations actualisées. Contrairement aux modèles de langage classiques qui s'appuient sur un corpus figé (par exemple, la version gratuite de ChatGPT est limitée aux connaissances acquises jusqu'en 2021-2022), un agent en mode recherche approfondie peut interroger le web en temps réel. Il peut ainsi fournir les données les plus récentes, qu'il s'agisse de nouvelles publications scientifiques, de statistiques économiques à jour, ou de dernières actualités sur un sujet donné. Cette capacité à actualiser ses réponses en intégrant des sources externes constitue un avantage majeur pour des usages tels que la veille d'actualité, le conseil juridique ou financier (où la réglementation évolue), ou toute question dont la réponse dépend d'informations très récentes.[réf. nécessaire]

## Intégration par les services d'IA génératives
L'émergence simultanée de ces outils chez plusieurs concurrents de services en IA générative témoigne de l'intérêt croissant pour les agents « chercheurs » autonomes, capables de fournir des analyses documentées et d'améliorer la qualité des réponses des IA au-delà de la simple génération de texte à partir de leur base de connaissances interne.

### OpenAI ChatGPT
Le mode de recherche approfondie a été introduit initialement par OpenAI sur son agent conversationnel ChatGPT début 2025, d'abord réservé aux utilisateurs professionnels (offre « ChatGPT Pro » à 200 $ US par mois pour 200 recherches), puis déployé en février 2025 auprès de tous les comptes payants (abonnement ChatGPT Plus à 20 $ US par mois, comptes d'équipe, éducation et entreprise) avec une limite d'environ 10 recherches approfondies par mois au début, puis  25. Une fois la limite dépassée, la fonction fait des recherches approfondies plus légères en utilisant un modèle plus économe.

### Perplexity AI
Si la recherche approfondie a été popularisée par OpenAI via ChatGPT, d'autres entreprises ont développé des fonctionnalités similaires à la même période pour enrichir leurs agents conversationnels. En février 2025, la start-up américaine Perplexity AI a dévoilé son propre agent Deep Research, intégré à sa plateforme de « moteur de réponse ». Le Deep Research de Perplexity fonctionne sur le même principe : il exécute de multiples recherches web puis synthétise les résultats dans un rapport circonstancié, couvrant des domaines variés (finance, marketing, technologies, etc.). Perplexity a choisi de proposer cet outil gratuitement à l'ensemble de ses utilisateurs, avec toutefois une limite de quelques requêtes Deep Research par jour pour les comptes gratuits, tandis que ses abonnés payants disposent d'un quota beaucoup plus élevé (plusieurs centaines de recherches quotidiennes possibles).

### Google Gemini
De son côté, Google a intégré une fonctionnalité comparable dans son écosystème d'IA : fin 2024, la société a annoncé un agent de recherche approfondie lié à son modèle de nouvelle génération Google Gemini. Ce dernier, disponible pour les utilisateurs de la formule Gemini Advanced de Google, vise également à générer des rapports exhaustifs à partir de recherches web, bien que les premières évaluations aient suggéré une performance moindre que celle de l'outil d'OpenAI dans certains tests de référence.

### DeepSeek
En Chine, des acteurs tels que la société DeepSeek ont également lancé des agents conversationnels à recherche approfondie intégrée,.

## Limites et critiques
Malgré ses performances, le mode recherche approfondie présente un certain nombre de limites et fait l'objet de critiques quant à son utilisation :
- Fiabilité et vérification : bien que les réponses soient sourcées, elles ne sont pas infaillibles. OpenAI indique que l'agent peut encore tirer des conclusions incorrectes dans quelques pourcents des cas ou mal évaluer la fiabilité de certaines sources[14],[15]. En pratique, une recherche approfondie n'assure pas des réponses 100 % exactes ni des chiffres toujours justes : l'utilisateur doit rester critique vis-à-vis du rapport fourni, et vérifier les informations comme il le ferait pour un document rédigé par un humain[8]. Il a par ailleurs été observé que l'IA peut parfois avoir du mal à exprimer clairement son niveau de certitude ou d'incertitude sur les faits qu'elle rapporte, ce qui peut donner à l'utilisateur un faux sentiment de confiance dans des données pourtant incertaines[16].
- Accès aux sources : l'agent de recherche approfondie ne peut pas franchir certains obstacles d'accès. Par exemple, il lui est impossible de consulter le contenu de sites web payants (réservés aux abonnés) ou de bases de données privées, et certains sites bloquent volontairement l'accès aux robots et aux IA[8]. De plus, la qualité de la réponse dépend de la pertinence des résultats obtenus via les moteurs de recherche : si l'information la plus adéquate n'est pas indexée ou accessible, l'IA ne pourra pas la deviner. Cela signifie que, malgré l'étendue des données parcourues, une recherche approfondie peut parfois passer à côté d'une source cruciale non disponible en ligne librement.[réf. nécessaire]
- Temps de réponse et charge cognitive : contrairement à un chatbot standard qui répond en quelques secondes, un agent en mode recherche approfondie nécessite un temps de traitement bien plus long (plusieurs minutes). Cette latence peut être contraignante lorsque l'on souhaite simplement une réponse rapide. Surtout, le volume d'informations retourné est très important – souvent plusieurs pages de texte riche en détails techniques. Certains commentateurs estiment que l'outil tend à « fournir une véritable dissertation dont on n'a presque jamais besoin » pour des questions courantes[11]. Pour un usage au quotidien, recevoir un rapport très exhaustif peut s'avérer excessif ou peu pratique à exploiter : l'utilisateur doit lire et trier une masse d'informations, ce qui peut entraîner une surcharge cognitive lorsqu'il cherche simplement une réponse synthétique. Néanmoins, pour des besoins spécifiques où la complétude prime sur la rapidité – par exemple la préparation d'un dossier, d'un mémoire ou d'un article documenté – cette profusion de détails devient un avantage appréciable.[réf. nécessaire]
- Coût et ressources : du point de vue des fournisseurs de ces services, la recherche approfondie représente une charge de calcul très élevée. Chaque session mobilise le modèle d'IA pendant de longues minutes, consomme de la puissance de calcul (y compris pour parcourir internet, analyser des pages, éventuellement exécuter du code, etc.) et de la mémoire. Sam Altman (PDG d'OpenAI) a indiqué qu'une seule requête Deep Research, dans sa version la plus intensive, pouvait coûter jusqu'à 1000 $ US en ressources infonuagique[3]. Sans atteindre ces extrêmes dans la plupart des cas, le coût opérationnel de cette fonctionnalité reste très supérieur à celui d'une réponse classique de chatbot. Cela explique que les fournisseurs limitent strictement le nombre de recherches approfondies par utilisateur et par période (par exemple 10 par mois pour ChatGPT Plus), afin de contenir les dépenses et d'éviter une saturation de leurs serveurs. Des travaux sont en cours pour optimiser ces agents et les rendre plus efficients, de façon à réduire les temps d'attente et la puissance nécessaire tout en maintenant la qualité des résultats[16].